# Xã Vernon, Quận Crawford, Pennsylvania
Xã Vernon (tiếng Anh: Vernon Township) là một xã thuộc quận Crawford, tiểu bang Pennsylvania, Hoa Kỳ. Năm 2010, dân số của xã này là 5.630 người.